# Vacanță la Roma (film din 1953)
Vacanță la Roma (titlul original: în engleză Roman Holiday) este un film de comedie romantică american, realizat în 1953 de regizorul William Wyler, protagoniști fiind actorii Audrey Hepburn, Gregory Peck și Eddie Albert. 

## Distribuție
- Gregory Peck – Joe Bradley
- Audrey Hepburn – prințesa Ann
- Eddie Albert – Irving Radovich
- Hartley Power – Hennessy, editorul lui Joe
- Harcourt Williams – ambasadorul țării prințesei Ann
- Margaret Rawlings – contesa Vereberg, principala doamnă de onoare al Annei
- Tullio Carminati – General Provno
- Paolo Carlini – Mario Delani
- Claudio Ermelli – Giovanni
- Paola Borboni – Charwoman
- Laura Solari – Secretary
- Alfredo Rizzo – taximetristul
- Gorella Gori – vânzătorul de pantofi
- Hans Hinrich – dr. Bonnachoven

## Aprecieri
„ Romanță turistică, de o simplitate plină de prospețime, care a făcut star din Hepburn. Secvență rapel: Mâna lui Peck „sfâșiată” între dinții monstrului din peșteră. Dar și conferința de presă finală unde, sub bruiajul răspunsurilor complezente ale prințesei, formulate într-un solid limbaj de lemn politic se suprapune un dialog conspirativ, din priviri, ba îngrijorate fiindcă nu cunoaște jocul impostorului, ba complice când se va convinge că n-o va trăda. Fără asemenea implicații, fără Hepburn și Wyler, am fi avut în față una dintre sutele de operete despre sacrificiul prințeselor-cenușărese, constânse de datoria lor dinastică să rămână captive protocolului. ”—T. Caranfil , Dicționar universal de filme 

## Premii și nominalizări
- 1954 – Premiile Oscar
  - Cea mai bună actriță pentru Audrey Hepburn
  - Cea mai bună poveste originală lui Dalton Trumbo
  - Cele mai bune costume lui Edith Head
  - Nominalizare Cel mai bun film lui William Wyler
  - Nominalizare Cel mai bun regizor lui William Wyler
  - Nominalizare Cel mai bun actor în rol secundar lui Eddie Albert
  - Nominalizare Cel mai bun scenariu adaptat lui Ian McLellan Hunter și John Dighton
  - Nominalizare Cea mai bună imagine lui Franz Planer și Henri Alekan
  - Nominalizare Cele mai bune decoruri lui Hal Pereira și Walter H. Tyler
  - Nominalizare Cel mai bun montaj lui Robert Swink

- 1954 – Premiile Globul de Aur
  - Cea mai bună actriță (dramă) pentru Audrey Hepburn
- 1954 – Premiul BAFTA
  - Cea mai bună actriță pentru Audrey Hepburn
  - Nominalizare Cel mai bun film
  - Nominalizare Cel mai bun actor lui Gregory Peck
  - Nominalizare Cel mai bun actor lui Eddie Albert
- 1953 – New York Film Critics Circle Award
  - Cea mai bună actriță pentru Audrey Hepburn